# Geschiedenis van Henegouwen
De geschiedenis van Henegouwen als Belgische provincie begon met de inrichting van de provincies van België door de Belgische Grondwet (1831) die feitelijk dezelfde waren als die onder het Verenigd Koninkrijk der Nederlanden en gebaseerd waren op de departementen van de Nederlanden onder de Franse revolutionairen (het departement Jemappes). Het zou echter pas in 1836 zijn dat door de Provinciewet de provincieraden werden ingesteld.
De eerste gouverneur van Henegouwen was de liberaal Jean-Baptiste Thorn, de voormalige gouverneur van Luxemburg die op 21 september 1834 bij Koninklijk Besluit werd aangesteld. Hij werd in 1841 opgevolgd door de liberale oud-minister van Binnenlandse Zaken Charles Liedts, die vooral aandacht had voor de economische ontplooiing van de provincie en in het bijzonder voor het steenkoolbekken van de Borinage. Nadat hij echter in 1845 had afgeslagen toe te treden tot het nieuwe kabinet, werd hij als indirect gevolg daarvan door de nieuwe regeringsleider Sylvain Van de Weyer overgeplaatst naar de provincie Brabant. Edouard Mercier zou zijn opvolger worden. Deze werd in 1847 opgevolgd door Augustin Dumon-Dumortier, die echter al in 1848 afstand zou moeten doen van zijn gouverneurschap omdat een nieuwe wet het cumuleren van het ambt van senator met dat van gouverneur verbood. Hij zou worden opgevolgd door de eveneens liberale Adolphe de Vrière, die het jaar tevoren nog was aangesteld als gouverneur van Namen. Ook deze zou al een jaar later worden opgevolgd door Louis Troye, een liberaal die het echter langer wist uit te houden als gouverneur en pas in 1870 de fakkel moest doorgeven. Zijn opvolger was prins Marie Joseph de Riquet de Caraman, de eerste gouverneur van Henegouwen afkomstig van de Katholieke Partij, die dit ambt tot 1878 bleef uitoefenen. Hij werd opgevolgd door de liberaal Auguste Wanderpepen, die reeds in datzelfde jaar al werd opgevolgd door de liberaal Oswald de Kerchove de Denterghem. Deze zou in 1884 worden opgevolgd door de voormalige gouverneur van Namen en liberaal Auguste Vergote, die in 1885 echter Henegouwen verruilde voor de provincie Brabant. De opvolger van Vergote was Joseph d'Ursel, een lid van de Katholieke Partij en burgemeester van Hingene (in de provincie Antwerpen), die in 1889 als senator werd verkozen en hierdoor zijn gouverneurschap moest opgeven.

## Onderdeel van het Waals Gewest
Sinds de federalisering van de Belgische Staat in 1993 behoort Henegouwen tot het Waals Gewest.